# Moti di Fès del 1912
I moti di Fès del 1912, noti anche come Tritel (dalla comunità ebraica marocchina), furono delle rivolte che ebbero luogo a Fès, allora capitale del Marocco, poco dopo la firma del Trattato di Fès il 30 marzo 1912 che diede vita al Protettorato francese del Marocco.
Poco prima dei moti la popolazione di Fès era venuta a conoscenza del trattato e questo era stato visto in generale come un tradimento da parte del sultano Abd al-Hafid che si era per tempo spostato a Rabat per assicurarsi la salvezza. Dopo le rivolte questi venne infatti costretto ad abdicare in favore di suo fratello Yusuf.
Malgrado le avvisaglie, gran parte delle truppe francesi lasciarono Fès, lasciandovi una guarnigione di 1500 soldati francesi e 5000 ascari marocchini comandati da ufficiali francesi. La mattina del 17 aprile gli ufficiali francesi annunciarono le nuove misure ai loro ascari e gran parte di loro si ammutinarono immediatamente, causando gravi problemi di ordine in tutta la città.
I soldati attaccarono i loro stessi comandanti francesi, lasciando quindi le loro caserme ed attaccando anche gli europei nei loro quartieri della città. L'artiglieria francese venne quindi impiegata per piegare i ribelli alla resa, che avvenne due giorni dopo. Morirono in tutto 66 europei ed oltre 600 marocchini, di cui 42 ebrei.
Il primo resoconto della rivolta venne scritto da Hubert Jacques, un giornalista del Le Matin, amico personale del residente generale Hubert Lyautey. Il resoconto venne fortemente criticato da Eugène Regnault.